# استیو آمبری
استیو آمبری (انگلیسی: Steve Ambri؛ زادهٔ ۱۲ اوت ۱۹۹۷) بازیکن فوتبال اهل فرانسه است.
از باشگاه‌هایی که در آن بازی کرده‌است می‌توان به باشگاه فوتبال والنسین اشاره کرد.
وی همچنین در تیم‌های ملی فوتبال زیر ۲۰ سال فرانسه و گینه بیسائو بازی کرده‌است.